# Hadogenes zuluanus
Espèce
Synonymes
- Hadogenes trichiurus zuluanus Lawrence, 1937

Hadogenes zuluanus est une espèce de scorpions de la famille des Hormuridae.

## Distribution
Cette espèce se rencontre en Afrique du Sud et en Eswatini,.

## Description
Le mâle syntype mesure 157 mm et la femelle syntype 127 mm.

## Étymologie
Son nom d'espèce lui a été donné en référence au lieu de sa découverte, le Zululand.

## Publication originale
- Lawrence, 1937 : A collection of Arachnida from Zululand. Annals of the Natal Museum, vol. 8, p. 211-273 (texte intégral).